# Frank James Low
Frank James Low (* 23. November 1933 in Mobile, Alabama; † 11. Juni 2009 in Tucson, Arizona) war ein US-amerikanischer Physiker und Astronom.

## Leben
Low wurde zwar in Mobile geboren, wuchs aber in Houston (Texas) auf. Nachdem er seinen Bachelor of Science von der Yale University im Jahre 1955 erhalten hatte, setzte er seine Studien an der Rice University fort und erwarb dort 1957 zunächst den Master of Arts und 1959 seinen Doktortitel in Physik.
Ein Meilenstein in der Astronomie war seine Erfindung des „galliumdotierten Germanium-Bolometers“ im Jahre 1961. Mit diesem Detektor konnte man empfindliche Beobachtungen auf dem Gebiet der Infrarotastronomie bei längeren Wellenlängen als zuvor durchführen, was zu einer Ausweitung der Beobachtungen auf diesem Gebiet führte. Diese Entdeckung hatte er als Mitarbeiter der Firma Texas Instruments gemacht, die er bald verließ. Die Entwicklung des Bolometers und verwandter Instrumente trieb er dann am National Radio Astronomy Observatory voran. Gleichzeitig arbeitete er zunächst an der Rice University und ab 1965 auch an der University of Arizona.
1967 gründete er die Firma Infrared Laboratories, Inc., deren Präsident er auch ist. Ursprünglich gegründet, um Infrarotdetektoren und Kryostaten herzustellen, sind nun Infrarotmikroskope das Hauptprodukt.
Mit einem durch flüssiges Helium gekühlten Germaniumbolometer unternahm er dann erste Versuche mit einem kleinen Teleskop auf einem Navy-Bomber, dem später ein 12-Zoll-Teleskop auf dem Lear Jet Observatory folgte. Es war die Geburt von fliegenden Observatorien. Das Kuiper Airborne Observatory (1974–1995) sowie der Infrared Astronomical Satellite (besser bekannt unter der Abkürzung IRAS), 1983, waren die nächsten Entwicklungen, bei denen Low eine wichtige Rolle spielte. Auch an der Instrumentenentwicklung für das Spitzer-Weltraumteleskop war er beteiligt.
2006 war er Professor Emeritus am Steward Observatory der University of Arizona.

## Werke (Auswahl)
- Low, F.J., Rieke, G.H., Gehrz, R.D., “The Beginning of Modern Infrared Astronomy”, Ann. Rev. Astron. Astrophys. 45, 43–75 (2007)

## Ehrungen
- 1968 Helen-B.-Warner-Preis der American Astronomical Society
- 1974 Mitglied der National Academy of Sciences
- 1986 Rumford-Preis der American Academy of Arts and Sciences
- 1991 Mitglied der American Academy of Arts and Sciences
- 2003 Joseph-Weber-Preis für astronomische Instrumentierung der American Astronomical Society
- 2006 Bruce Medal der Astronomical Society of the Pacific
- 2007 Namensgeber für den Asteroiden (12142) Franklow[1]

Außerdem ist der Kleinmann-Low-Nebel, ein in Staub eingehülltes Sternentstehungsgebiet im Orionnebel, nach ihm und nach Douglas E. Kleinmann benannt.